# Orde van Verdienste van de deelstaat Baden-Württemberg
De Orde van Verdienste van de deelstaat Baden-Württemberg, in het Duits: "Verdienstorden des Landes Baden-Württemberg", vroeger "Verdienstmedaille des Landes Baden-Württemberg" geheten is de hoogste orde van verdienste van Baden-Württemberg, een deelstaat van de Bondsrepubliek Duitsland.
Na de stichting van de Bondsrepubliek Duitsland werd de orde onder de naam Verdienstmedaille op 26 november 1974 bij wet ingesteld. Op 26 januari 2009 werd de onderscheiding officieel een orde. De medaille werd op voor het eerst toegekend door de minister-president van Baden-Württemberg.
De minister-president van Baden-Württemberg, de ministers voor zover het hun ambtsgebied betreft en de president van het deelstaatparlement, de Landtag mogen voordrachten doen. De minister-president besluit over de benoemingen. Hij kan de dragers de orde ook weer afnemen wanneer blijkt dat zij dit ereteken niet waardig zijn of achteraf niet waardig waren geweest.
Er mogen op een gegeven moment niet meer dan 1000 dragers in leven zijn. De medaille en de orde werden 1707 maal toegekend.
De orde kent geen ridders of commandeurs maar zij die de medaille bezitten zijn "drager" van deze medaille, nu drager van de Orde. De medaille wordt door heren aan een lint op de borst gedragen. Dames laten het lint opmaken tot een strik en dragen deze op de schouder.
Voor dagelijks gebruik is er een knoopsgatversiering in de vorm van een strikje met een miniatuur van de medaille.

## Het versiersel
Het insigne is een eenvoudige ronde medaille. Het lint kreeg de kleuren zwart en geel in twee verticale banen.